# Hrabstwo Sullivan (Nowy Jork)
Sullivan – hrabstwo (ang. county) w stanie  Nowy Jork w USA. Populacja wynosi 73 966 mieszkańców (stan według spisu z 2000 r.).
Powierzchnia hrabstwa wynosi 2582 km². Gęstość zaludnienia wynosi 29 osób/km².

## Miasta
- Bethel
- Callicoon
- Cochecton
- Delaware
- Fallsburg
- Forestburgh
- Fremont
- Highland
- Liberty
- Lumberland
- Mamakating
- Neversink
- Rockland
- Thompson
- Tusten

## Wioski
- Bloomingburg
- Jeffersonville
- Liberty
- Monticello
- Woodridge
- Wurtsboro

## CDP
- Callicoon
- Hortonville
- Livingston Manor
- Loch Sheldrake
- Narrowsburg
- Rock Hill
- Roscoe
- Smallwood
- South Fallsburg